# Anna Gomis
Anna Gomis (* 6. Oktober 1973 in Tourcoing) ist eine französische Ringerin. Sie war mehrfache Welt- und Europameisterin und gewann bei den Olympischen Spielen 2004 eine Bronzemedaille.

## Werdegang
Anna Gomis kam im Jahre 1988 zum Ringen. Sie trat damals dem Lutteur-Club de Tourcing bei, bei dem schon im Jahre 1979 eine Frauenabteilung gegründet worden war. In diesem Verein wurde der Nachwuchs von einem Team um den Präsidenten Gilbert Schaub besonders gefördert. Davon profitierte auch Anna Gomis, die sich in wenigen Jahren zu einer Weltklasseathletin entwickelte. In ihrer Karriere, die schon ungewöhnlich lange andauert, hatte sie mehrere Trainer. Es waren Rashid Gilmanou, Gerard Santoro, Didier Faveri, Alain Berger, Iwan Tsochew und Richard Chelmowski.
Bereits 1988 wurde Anna Gomis französische Juniorenmeisterin (Cadets = bis zum 16. Lebensjahr) in der Klasse bis 38 kg Körpergewicht (KG). Bei den Seniorinnen startete sie erstmals im Jahre 1992 bei einer französischen Meisterschaft und kam in der Gewichtsklasse bis 50 kg KG auf den 3. Platz. Ihren ersten französischen Meistertitel gewann sie 1993 in der Gewichtsklasse bis 50 kg KG. Bis zum Jahre 2009, sie ist 2009 immer noch aktiv, gewann sie dann noch zwölf weitere französische Meistertitel hinzu.
Den ersten Start bei einer internationalen Meisterschaft absolvierte Anna Gomis bei der Europameisterschaft 1993 in Iwanowo. Sie kam in der Gewichtsklasse bis 50 kg KG hinter der Russin Lilia Islamowa und der Ukrainerin Angela Belous auf den 3. Platz und gewann damit gleich eine Medaille. Bei der Weltmeisterschaft des gleichen Jahres in Larvik in Norwegen sollte sie noch erfolgreicher sein. Sie startete dort in der Gewichtsklasse bis 50 kg KG und gewann auf Anhieb den Weltmeistertitel vor Shannon Williams aus den Vereinigten Staaten und Joko Endo aus Japan.
1994 konnte sie den Weltmeistertitel von 1993 zwar nicht verteidigen, erreichte nach einer Niederlage im Finale gegen die Japanerin Miyu Ikeda aber immerhin den 2. Platz. Auch bei der Weltmeisterschaft 1995 in Moskau gewann Anna Gomis eine Medaille. Sie kam hier in der Gewichtsklasse bis 57 kg KG hinter Sara Eriksson aus Schweden und Lene Aanes aus Norwegen auf den 3. Platz.
Ein ungewöhnlich erfolgreiches Jahr wurde für sie dann 1996. Zunächst wurde sie nämlich in Oslo in der Gewichtsklasse bis 53 kg KG Europameisterin und dann wurde sie in Sofia in der gleichen Gewichtsklasse auch Weltmeisterin, wobei sie im Endkampf gegen die Kanadierin Jennifer Ryz siegte. Im Jahre 1997 wiederholte Anna Gomis diese Erfolge. In Warschau wurde sie vor Lene Aanes und Sara Eriksson Europameisterin und stellte damit praktisch das Ergebnis von der Europameisterschaft 1995 auf den Kopf. Zudem wurde sie in Clermont-Ferrand in der Gewichtsklasse bis 57 kg KG auch wieder Weltmeisterin. Im Finale besiegte sie dabei die starke Japanerin Mariko Shimizu.
Auch in den nächsten Jahren gingen die Erfolge von Anna Gomis weiter. 1998 wurde sie in Bratislava in der Gewichtsklasse bis 56 kg KG vor Sara Eriksson erneut Europameisterin. Bei der Weltmeisterschaft dieses Jahres in Posen verlor sie allerdings den Endkampf in der gleichen Gewichtsklasse gegen die routinierte Norwegerin Gudrun Annette Høie knapp nach Punkten und wurde damit vor Sara Eriksson und der Russin Natalja Iwaschko Vize-Weltmeisterin.
Im Jahre 1999 gelang Anno Gomis dann zum dritten Mal der doppelte Titelgewinn. Sie wurde in Götzis Europameisterin und im schwedischen Boden Weltmeisterin, beide Male in der Gewichtsklasse bis 56 kg KG. Sie ließ dabei ihre alten Konkurrentinnen Sara Eriksson, Gudrun Annette Høie und Mariko Shimizu, sowie die Russin Natalja Karamtschatkowa und die Ukrainerin Tetjana Lasarewa hinter sich.
Mit diesen Erfolgen hatte Anna Gomis den absoluten Gipfel ihrer Laufbahn erreicht. In den künftigen Jahren sollte sie keinen weiteren internationalen Titel mehr gewinnen. Zu einem Höhepunkt in ihrer Laufbahn wurden aber noch einmal die Olympischen Spiele 2004 in Athen. Bei diesen Spielen standen erstmals Wettbewerbe im Frauenringen im Programm. Es gelang ihr, sich für die Teilnahme zu qualifizieren. In Athen startete sie in der Gewichtsklasse bis 55 kg Körpergewicht. Sie siegte dort zunächst über Lee Nae-Lae aus Südkorea und Sofia Poumpouridou aus Griechenland klar nach Punkten. Dann traf sie in einer Vorentscheidung auf die als unschlagbar geltende Japanerin Saori Yoshida, der sie einen ausgeglichenen Kampf lieferte und nur äußerst knapp mit 6:7 techn. Punkten unterlag. Nach dieser Niederlage besiegte sie dann im Kampf um die Bronzemedaille Ida-Theres Nerell aus Schweden wieder klar nach Punkten (6:0 techn. Punkte).
Bei den Europameisterschaften 2005, bei denen sie Zweite wurde, und bei den Europameisterschaften 2006 und 2007, bei denen sie jeweils den 3. Platz belegte, schnitt Anna Gomis dann noch einmal sehr erfolgreich ab. Bei Weltmeisterschaften gewann sie allerdings keine Medaillen mehr. Auch für die Olympischen Spiele 2008 in Peking konnte sie sich nicht mehr qualifizieren.
Anna Gomis, die Sport studiert hat, gibt ihr Wissen und ihre Erfahrungen jetzt an den Ringernachwuchs in Tourcoing weiter. Für ihre Verdienste um den Ringersport wurde sie im September 2009 in die FILA International Wrestling Hall of Fame aufgenommen.

## Internationale Erfolge
(OS = Olympische Spiele, WM = Weltmeisterschaft, EM = Europameisterschaft, KG = Körpergewicht)
- 1992, 1. Platz, Intern. Deutsche Meisterschaft in Freiburg, bis 50 kg KG, vor Beate Huttarsch, und Aurora Condussa, beide Deutschland;
- 1993, 1. Platz, Turnier in Großostheim, bis 50 kg KG, vor Afroon Roshanzamir, USA, Trine Gjesti Bentzen und Nina Amundsen, beide Norwegen, und Beate Huttarsch;
- 1993, 3. Platz, EM in Iwanowo, bis 50 kg KG, hinter Lilia Islamowa, Russland, und Angela Belous, Ukraine;
- 1993, 1. Platz, WM in Larvik/Norwegen, bis 50 kg KG, vor Shannon Williams, USA, Joko Endo, Japan, Trine Gjesti Bentzen und Jackie Brydon, Australien;
- 1994, 2. Platz, Klippan-Ladies-Open, bis 50 kg KG, hinter Tricia Saunders, USA, vor Annette Kamke, Deutschland, Sandra Granat und Veronica Svensson, beide Schweden;
- 1994, 1. Platz, Internationale Deutsche Meisterschaft in Großostheim, bis 50 kg KG, vor Vera Touchi, Frankreich, Helena Larsson, Schweden, und Silvia Edfelder, Deutschland;
- 1994, 2. Platz, WM in Sofia, bis 50 kg KG, hinter Miyu Ikeda, Japan, vor Jelena Jegotschina, Russland, Lohee Trewa, USA, und Diana Argirowa, Bulgarien;
- 1995, 1. Platz, Internationale Deutsche Meisterschaft in Ückerath, bis 57 kg KG, vor Mariko Shimizu, Japan, Sara Eriksson, Schweden, und Lene Aanes, Norwegen;
- 1995, 3. Platz, WM in Moskau, bis 57 kg KG, hinter Sara Eriksson und Lene Aanes, vor Natalja Winogradowa, Russland, und Tonya Verbeek, Kanada;
- 1996, 1. Platz, EM in Oslo, bis 53 kg KG, vor Angela Lattanzia, Italien, und Olga Smirnowa, Russland;
- 1996, 1. Platz, Internationale Deutsche Meisterschaft, bis 53 kg KG, vor Sonja Rombach, Deutschland, und Agnes Cannafernia, Frankreich;
- 1996, 1. Platz, WM in Sofia, bis 53 kg KG, vor Jennifer Ryz, Kanada, Ryouko Sakae, Japan, Matanat Suleymanowa, Aserbaidschan, und Sariyt Gamachnewa, Russland;
- 1997, 1. Platz, Klippan-Ladies-Open, bis 56 kg KG, vor Ari Suzuki, Japan, Jennifer Ruz, Lotte Andersson, Schweden, und Jaqueline Berube, USA;
- 1997, 1. Platz, EM in Warschau, bis 56 kg KG, vor Lene Aanes und Sara Eriksson;
- 1997, 1. Platz, WM in Clermont-Ferrand, bis 56 kg KG, vor Mariko Shimizu, Sara Eriksson und Natalja Iwaschko, Russland;
- 1998, 2. Platz, Klippan-Ladies-Open, bis 56 kg KG, hinter Sara Eriksson, vor Yuko Mitadera, Japan, und Sere Sandvine, Frankreich;
- 1998, 1. Platz, EM in Bratislava, bis 56 kg KG, vor Sara Eriksson, Diletta Giannpiccolo, Italien, Nataljha Iwaschko und Ine Barlie, Norwegen;
- 1998, 2. Platz, WM in Posen, bis 56 kg KG, hinter Gudrun Annette Høie, Norwegen, vor Sara Eriksson, Natalja Iwaschko und Malgorzata Bassa, Polen;
- 1999, 1. Platz, EM in Götzis, bis 56 kg KG, vor Sara Eriksson, Tetjana Lasarewa, Ukraine, Natalja Karamtschatkowa, Russland, und Gudrun Annette Høie;
- 1999, 1. Platz, WM in Boden/Schweden, bis 56 kg KG, vor Mariko Shimizu, Gudrun Höie, Tetjana Lasarewa und Nelisa Romero, Venezuela;
- 2000, 3. Platz, EM in Budapest, bis 56 kg KG, mit Siegen über Natalja Iwaschko, Mizla Burnichi, Rumänien, Nadir Urun Percin, Türkei, und Konstantina Katerina Tsibanakou, Griechenland, und einer Niederlage gegen Sara Eriksson;
- 2001, 3. Platz, Mittelmeerspiele in Tunis, bis 56 kg KG, hinter Salam Ferchichi, Tunesien, und Minerva Montero Perez, Spanien;
- 2001, 5. Platz, Weltcup in Levallois, bis 56 kg KG, hinter Seiko Yamamoto, Japan, Sun Dongmei, China, Jennifer Ruz und Carnie Birge, USA;
- 2001, 9. Platz, WM in Sofia, bis 56 kg KG, nach einer Niederlag gegen Ljubow Michailowna Wolossowa, Russland, und einem Sieg über Yvonne Hees, Deutschland;
- 2002, 7. Platz, EM in Seinäjoki/Finnland, bis 55 kg, nach einer Niederlage gegen Tetjana Lasarewa und einem Sieg über Kitti Godo, Ungarn;
- 2003, 7. Platz, WM in New York, bis 55 kg KG, mit Siegen über Minerva Montero Perez und Zeynep Yildirim, Türkei, und einer Niederlage gegen Sun Dongmei;
- 2004, 1. Platz, Olympia-Qualifikations-Turnier in Madrid, bis 55 kg KG, vor Ida-Theres Nerell, Schweden;
- 2004, Bronzemedaille, OS in Athen, bis 55 kg KG, mit Siegen über Lee Nae-Lae, Südkorea, und Sofia Poumpouridou, Griechenland, einer Niederlage gegen Saori Yoshida, Japan, und einem Sieg über Ida-Theres Nerell;
- 2005, 3. Platz, „Gilbert-Schaub“-Turnier in Tourcoing, bis 55 kg KG, hinter Sylwia Bileńska, Polen u. Helene Labou, Frankreich, vor Pia Rosenkranz, Deutschland, und Malgorzata Kruza, Polen;
- 2005, 2. Platz, EM in Warna, bis 55 kg KG, mit Siegen über Sylwia Bileńska, Minerva Montero Perez und Gudrun Höie und einer Niederlage gegen Natalja Golts, Russland;
- 2005, 3. Platz, Weltcup in Clermont-Ferrand, bis 55 kg KG, hinter Saori Yoshida u. Natalja Golts, Russland, vor Maveia Andrade Mendoza, Venezuela, und Tina George, USA;
- 2005, 1. Platz, Mittelmeerspiele in Almería, bis 55 kg KG, vor Sabrina Esposito, Spanien, und Sofia Poumpouridou;
- 2005, 10. Platz, WM in Budapest, bis 55 kg, mit einem Sieg über Birgit Marie Stern, Österreich, und einer Niederlage gegen Natalja Golts;
- 2006, 3. Platz, EM in Moskau, bis 55 kg KG, mit Siegen über Evangelia Chryssi, Griechenland, Zeynep Yildirim, einer Niederlage gegen Natalja Golts und einem Sieg über Maria Jegorowa, Belarus;
- 2006, 2. Platz, Golden-Grand-Prix in Baku, bis 55 kg KG, hinter Chikako Matsukawa, Japan, vor Johanna Mattsson, Schweden, und Tonya Verbeek, Kanada;
- 2006, 8. Platz, WM in Guangzhou/China, bis 55 kg kG, mit Siegen über Nadine Tokar, Schweiz, und Sandra Roa, Kolumbien, und Niederlagen gegen Saori Yoshida und Natalja Golts;
- 2007, 3. Platz, EM in Sofia, bis 55 kg KG, mit Siegen über Alena Filipawa, Belarus, und Georgina Narcisa Paic, Rumänien, einer Niederlage gegen Natalja Sinischni, Ukraine, und einem Sieg über Ludmila Cristea, Moldawien;
- 2007, 13. Platz, WM in Baku, bis 55 kg KG, mit einem Sieg über Emriya Musta, Türkei, und einer Niederlage gegen Alena Filipawa;
- 2008, 7. Platz, EM in Tampere, bis 55 kg KG, mit einem Sieg über Nadeschda Michalkowa, Belarus, und einer Niederlage gegen Ana Maria Pavăl, Rumänien;
- 2008, 3. Platz, Olympia-Qualifikations-Turnier in Haparanda, bis 55 kg KG, hinter Ana Maria Pavăl und Naidangiin Otgondschargal, Mongolei

## Französische Meisterschaften
Anna Gomis wurde französische Meisterin bei den Seniorinnen in den Jahren 1993, 1994, 1955, 1996, 1997, 1998, 1999, 2000, 2002, 2005, 2006, 2008 und 2009 (in den Gewichtsklassen bis 50 kg, 53 kg, 55 kg, 56 kg u. 57 kg KG, wobei die Gewichtsklassen-Einteilung von der FILA mehrmals verändert wurde).